# K-2SO
K-2SO è un personaggio droide del franchise di Guerre stellari, apparso per la prima volta nel film del 2016 Rogue One: A Star Wars Story. È un personaggio CGI doppiato e interpretato attraverso il motion capture da Alan Tudyk. Nel film, K-2SO è un droide di sicurezza imperiale riprogrammato e il co-pilota di Cassian Andor.

## Personaggio

### Sviluppo
K-2SO faceva parte della formazione iniziale di spie nel lancio di John Knoll per Rogue One, come droide del protocollo imperiale. I disegni per il look del personaggio si sono concentrati sul dargli una silhouette unica e mantenerlo in sintonia con l'estetica imperiale di Una nuova speranza. Sono stati utilizzati riferimenti ai disegni imperiali, e la piastra toracica del personaggio si basa sull'armatura di un comandante AT-AT in L'Impero colpisce ancora. I disegni inutilizzati di Ralph McQuarrie per droidi e caschi da assaltatori avrebbero influenzato la sua eventuale forma della testa. Originariamente progettato come un "droide protocollo nero", ulteriori sviluppi della storia e bozze che "accentuarono" i suoi legami con l'Impero trasformarono K-2SO in un droide di sicurezza imperiale. La sua personalità rilassata divenne un contrasto "visivamente divertente" con la sua "forma torreggiante e monolitica". Il regista Gareth Edwards voleva che K-2SO fosse "attraente" nonostante la sua figura, e i disegni continuavano a riflettere elementi della sua personalità con la sua forma; La sua curvatura è un esempio, mostrando il suo "tipo casuale di personalità".

### Ritratto
K-2SO è doppiato e interpretato in motion capture da Alan Tudyk. Tudyk inizialmente rifiutò il ruolo perché sentiva che sarebbe stato impegnato con Con Man, una webserie che aveva finanziato in crowdfunding. L'altezza del droide significava che Tudyk doveva indossare trampoli alti 13 pollici (33 cm) per interpretare il personaggio, che aveva difficoltà a togliersi e quindi aveva difficolta ad andare in bagno. Tudyk definì la camminata sui trampoli la parte più impegnativa del gioco del droide, trovando ulteriori difficoltà nel camminare su cose come la sabbia e correre. K-2SO, quando renderizzato, aveva un aspetto leggermente curvo. Quindi, per evitare che il suo tocco venisse aggiunto al personaggio, Tudyk ha dovuto costringersi a stare dritto. Con K-2SO che aveva un volto inanimato, Tudyk ha cercato di mantenere "emozioni" nel suo corpo e nei suoi movimenti. L'attore ha lavorato con un insegnante di maschere, Orlando Pabotoy.
Tudyk fece un'audizione con tre diversi accenti: un accento americano, un accento del Medio Atlantico e un accento inglese. L'accento inglese fu scelto a causa delle radici imperiali del personaggio, e poiché era un droide Tudyk gli diede un accento "corretto" più formale. Tudyk improvvisò o alterò molte delle linee di K-2SO. Tuttavia, era preoccupato di rendere il personaggio un "anomalo nel suo film", simile a Jar Jar Binks, sperando di mantenere K-2SO come "parte del mondo".
Industrial Light & Magic ha utilizzato un Unreal Engine 4 modificato in una scena per rendere il droide in tempo reale durante le riprese. Questa è stata la prima volta che sono stati in grado di "lavorare con la CGI in quel momento".

### Descrizione
K-2SO è un droide di sicurezza della serie KX originariamente creato dall'Impero, riprogrammato dal pilota Cassian Andor per servire l'Alleanza Ribelle. È co-pilota e "spalla" di Andor, e presta sollievo comico al film. Ann Hornaday del Washington Post notò l'aspetto "spigoloso e ragnoso" di K-2SO, definendolo "sarcastico". Eric Goldman di GINN ha descritto il droide come "il contrappunto oscuro e amplificato di C-3PO. Come 3PO, ha un talento per dare statistiche preoccupanti, ma invece di parlare con un atteggiamento preoccupato, K-2SO ha un approccio più rassegnato e spesso divertentemente crudele e schietto". Allo stesso modo, Chris Nashawaty di Entertainment Weekly ha definito il personaggio "il cugino più sarcastico, meno fata di C-3PO". Todd McCarthy descrisse K-2SO come "una versione più utile, intraprendente e sarcastica di C-3PO" in The Hollywood Reporter. Peter Bradshaw di The Guardian ha paragonato il personaggio al robot titolare del romanzo di Ted Hughes The Iron Man, scrivendo:
K-2SO è gigantesco e oscuro, più simile all'Iron Man di Ted Hughes in miniatura, ma con un modo buffo di opporsi agli ordini; Il suo stile nel rispondere comporta una battuta differita ben tempestiva. Le braccia sono lunghe, risultando in un modo di camminare quasi trascinante, scimmiesco. Nel suo modo taciturno, K-2SO potrebbe quasi essere una presenza simil-Ciube.

## Apparizioni

### Rogue One
K-2SO, appare in Rogue One: A Star Wars Story, che è stato rilasciato nel dicembre 2016. Nel film, è il secondo in comando di Cassian Andor e salva Jyn Erso da un campo di lavoro imperiale su Wobani. I tre si recano a Jedha per ottenere un messaggio dallo scienziato Galen Erso, il padre di Jyn. A K-2SO viene detto di rimanere sulla nave, ma in seguito aiuta i ribelli a combattere gli assaltatori e fugge da Jedha City mentre viene distrutta dalla Morte Nera. Più tardi, si unisce a un gruppo di volontari ribelli per acquisire i piani della Morte Nera su Scarif. Accompagnato da Cassian e Jyn mascherati, K-2SO si infiltra nella base imperiale del pianeta e rimane nella sala di controllo mentre Andor ed Erso cercano gli schemi nel deposito dati. Sebbene riesca a respingere alcuni assaltatori attaccanti, K-2SO soccombe a più colpi, ma non prima di aver distrutto il pannello di controllo della porta del caveau, bloccando la porta chiusa. Il suo sacrificio avrebbe impedito a Jyn e Cassian di essere uccisi dalle truppe d'assalto e avrebbe permesso loro di rubare con successo i piani.
Secondo Tudyk, K-2SO ha avuto una morte diversa nel finale originale di Rogue One. Il personaggio doveva essere ucciso da Orson Krennic, il cattivo principale del film, ma gli sceneggiatori pensarono che K-2SO meritasse una morte più eroica per essere più adatto a lui.

### Opere correlate e merchandising
K-2SO appare nel romanzo di Rogue One di Alexander Freed. Tudyk riprende il ruolo nel cortometraggio "The Good Stuff!" durante il primo episodio di LEGO Star Wars: All-Stars. Un fumetto one-shot, Star Wars: Rogue One – Cassian and K-2SO, è stato rilasciato nell'agosto 2017. Ambientato qualche tempo prima degli eventi di Rogue One, racconta la storia di come Cassian Andor e K-2SO si incontrarono per la prima volta. K-2SO appare anche in Star Wars: Secrets of the Empire, un'esperienza di realtà virtuale prodotta da ILMxLAB e The VOID per Disneyland Resort; Alan Tudyk riprende il suo ruolo di K-2SO, che accompagna il giocatore durante l'esperienza. È anche un personaggio importante nel romanzo per ragazzi Il grande Chewbecca nella Foresta della paura!

## Accoglienza

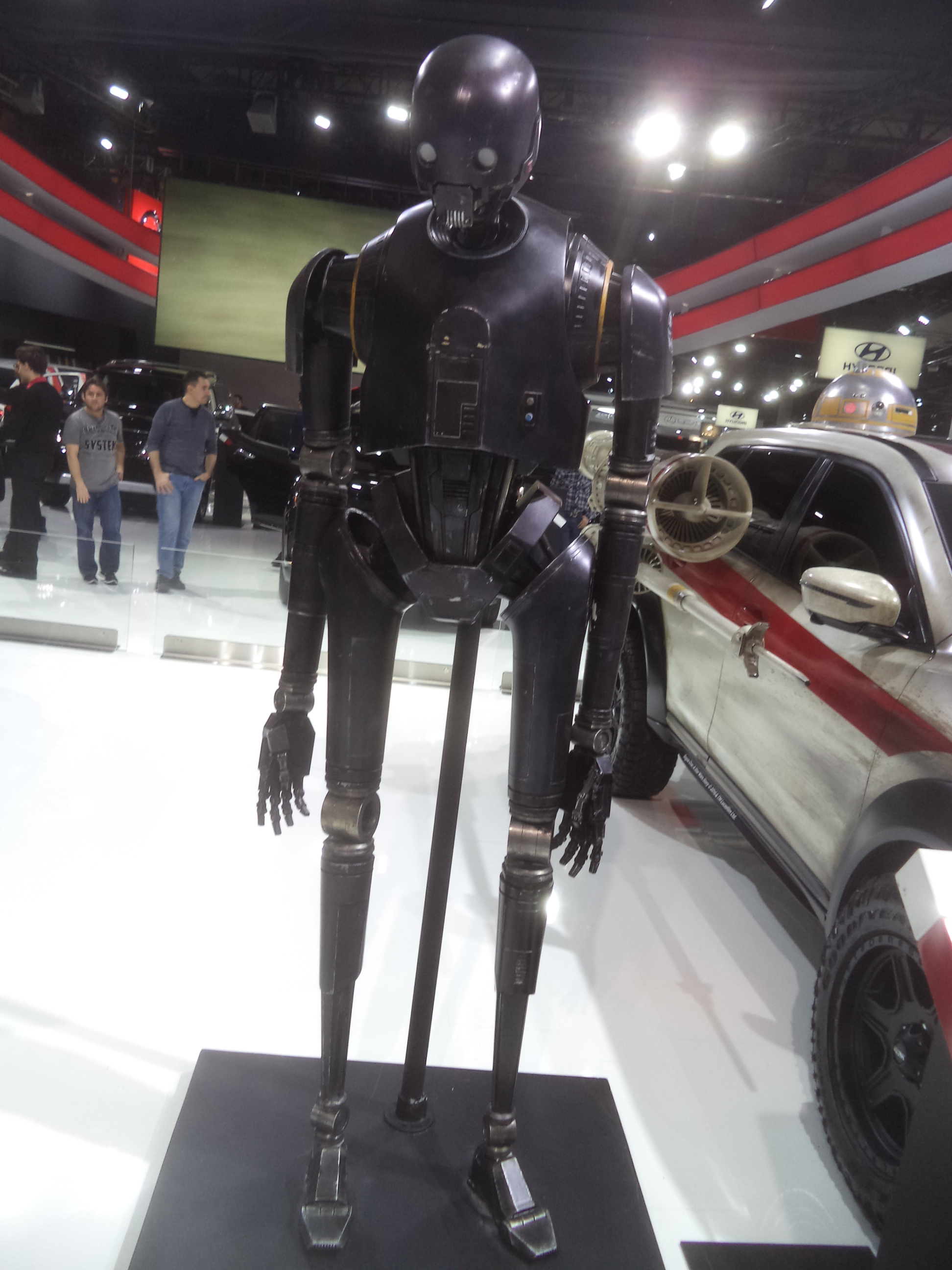
K-2SO

Tudyk è stato ampiamente elogiato nel ruolo. Raccontando la reazione dei fan su Twitter, Megan McCluskey ha scritto per Time che "sembra esserci un aspetto della storia stand-alone di Guerre stellari su cui la maggior parte degli spettatori è d'accordo: l'eccellenza di K-2SO". Justin Chang del Los Angeles Times ha soprannominato il personaggio "il ladro di scene richiesto" del film, e A. O. Scott del New York Times ha elogiato "i toni asciutti e sarcastici dell'indispensabile Alan Tudyk". Todd McCarthy di The Hollywood Reporter ha definito K-2SO il personaggio "più divertente" del film, complimentandosi con il suo design e con "l'arguzia e il tempismo squisito" di Tudyk. Eric Goldman di IGN ha elogiato il cast del film, ma ha osservato, "è K-2SO di Tudyk che è spesso il protagonista", aggiungendo che la performance dell'attore dà al personaggio "un'anima simpatica (se tale parola è appropriata per un droide)". Goldman ha anche scritto che "K-2SO sembra così bello, è facile dimenticare che è un personaggio CGI". Michael Cavna del Washington Post ha elogiato K-2SO, definendolo "un droide per i tempi dei social media appena armato di sarcasmo". Ann Hornaday, anch'essa del Washington Post, scrisse che il personaggio "fornisce un prezioso sollievo comico in un film che è altrimenti cupo e poco sorridente". Richard Brody del New Yorker descrisse il droide come "l'unico personaggio con una qualche identità interiore è l'unica performance con un certo talento". Peter Travers di Rolling Stone e David Ehrlich di IndieWire ha definito K-2SO il migliore dei nuovi personaggi del film, con Travers che ha definito il robot "esilarante" e Ehrlich che lo ha descritto come "un robot buffo con tempi comici micidiali, è delizioso e vivo come qualsiasi personaggio animato che si possa trovare in un film Disney".